# Olly Donner
Olga ”Olly” Donner, född Sinebrychoff 28 september 1881 i Helsingfors, död 22 september 1956 i Arlesheim, var en finländsk författare och antroposof.
Donner, som var dotter till kommerserådet Nicholas Sinebrychoff och Anna Nordenstam, var gift med ingenjören Uno Donner. Hon använde pseudonymen Jean Bray.

### Uppslagsverk
- Donner, Olly i Svenskt författarlexikon 1. 1900–1940 (1942)